# Hugh Munro

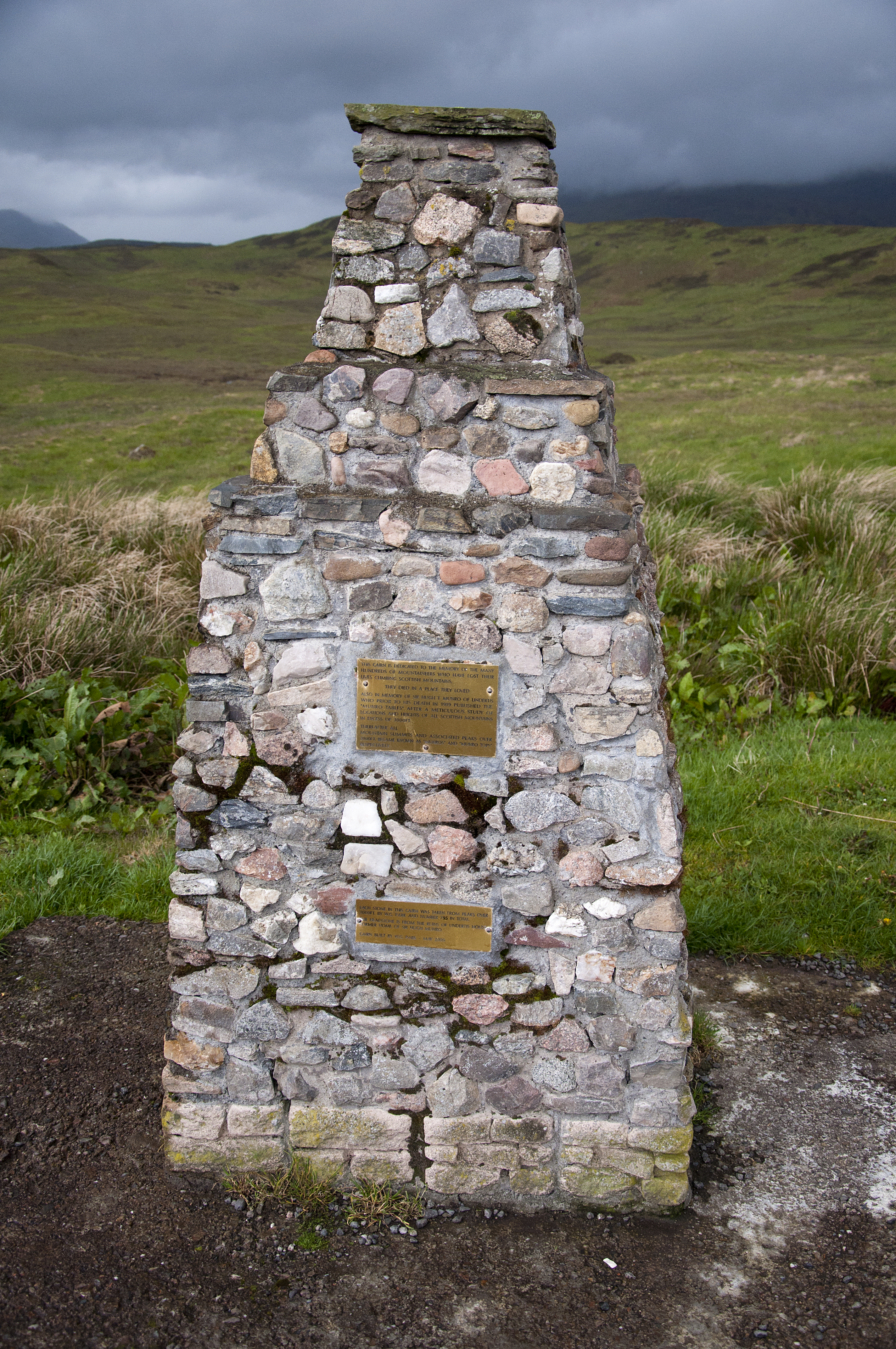
Een cairn, opgericht voor Hugh Munro, bij Loch Tulla

Hugh Munro (Londen, 1856 – Tarascon (?), 19 maart 1919) was een Schotse bergbeklimmer, vooral bekend vanwege het opstellen van een lijst van alle heuvels in Schotland, hoger dan 3000 voet (914,4 m), bekend als munro's.
Munro was het vijfde kind van Campbell Munro en kleinkind van Thomas Munro, 1st baronet of Lindertis. Hij groeide op op het landgoed Lindertis, dicht bij Kirriemuir in Angus. Hij was medestichter van de Scottish Mountaineering Club in 1889. Zijn lijst van Munro's werd in 1891 in het clubblad gepubliceerd. Het aantal heuvels, bijna 300, wekte verbazing gezien algemeen werd aangenomen dat er slechts een dertigtal heuvels in de Schotse Hooglanden hoger was dan 3000 voet. Het beklimmen van die heuvels is een wijdverbreide hobby, en wordt Munro bagging genoemd.
Munro slaagde er niet in om al de Munro's te beklimmen. Bij het uitbreken van de Eerste Wereldoorlog was hij te oud voor actieve dienst. Hij ging vrijwillig voor het Rode Kruis werken en verzorgde gewonde militairen in Malta in 1915. Na ziekte baatte hij een kantine uit voor de geallieerden vlak bij de frontlinie in Frankrijk. Hij overleed aan de gevolgen van griep tijdens een epidemie vlak na de oorlog.
Archibald Eneas Robertson begon met klimmen in 1889 en was de eerste die in 1901 alle Munros had beklommen. De laatste die hij in zijn zak stopte was Meall Dearg (953 m) in Glen Coe.